# ルジニキ・スタジアム
ルジニキ・スタジアム (露:Стадион Лужники、英:Luzhniki Stadium) は、ロシアの首都・モスクワにあるスタジアム。ロシア語読みではスタディオーン・ルジニキー。正式名称はルジニキ・オリンピック・コンプレックス・グランド・スポーツ・アリーナ（露:Большая спортивная арена Олимпийский комплекс «Лужники»）、旧称はレーニン・スタジアムといった。

## 概要
ロシア国内最大の球技専用競技場。収容人数は78,360人にのぼり、オリンピック開催時には最大で103,000人を収容可能。施設はルジニキ・オリンピック・コンプレックスの一部である。
1957年のアイスホッケー世界選手権決勝では当時のアイスホッケー史上最多の55,000人を動員したが、この記録は2001年10月のNCAAアイスホッケー（ミシガンVSミシガン州立、ミシガン・スタジアム）に破られた。
1980年モスクワオリンピックではメイン会場として使用された。五輪では開閉会式、陸上競技、サッカー決勝、馬術（大賞典障害飛越）が行われた。
1982年10月22日、UEFAカップのスパルタク・モスクワ対HFCハールレム試合中、将棋倒しに巻き込まれ66人が死亡する大惨事（ルジニキの惨事）となった。
1989年12月31日には新日本プロレスの大会（大車輪キックinロシア）が開催された。
現在はサッカーの試合で使用される事が多く、ロシア代表の試合や欧州カップ戦などの国際試合の他、ロシアサッカー・プレミアリーグに所属するスパルタク・モスクワとCSKAモスクワのホームスタジアムとしても使用されている。
芝は人工芝が採用されており、2006年9月27日に当スタジアムで行われたUEFAチャンピオンズリーグのスパルタク・モスクワ対スポルティングCP戦は、大会史上初の人工芝での開催ゲームとなった。ただ、2008年に行われたUEFAチャンピオンズリーグ決勝戦の開催時には、全面天然芝に張り替えられた。後述する2018年サッカーワールドカップではイギリス・SIS社製のハイブリッド人工芝（SISGrass/シスグラス）が使用される。
その他にコンサート会場としても使用されている。1971年5月27日にはソ連代表の名GKであるレフ・ヤシンの引退試合が行われ、10万人のファンが集まった。
2013年は6月に行われたラグビーワールドカップセブンズ、8月に行われた世界陸上モスクワ大会のメイン会場として使用された。
また、2018年ワールドカップ・ロシア大会では開幕戦及び決勝戦の会場として使用された。それに先立ち、2014年から4年間にわたって大規模な改修工事を行い、陸上トラックが撤去され球技専用となった。

## ギャラリー

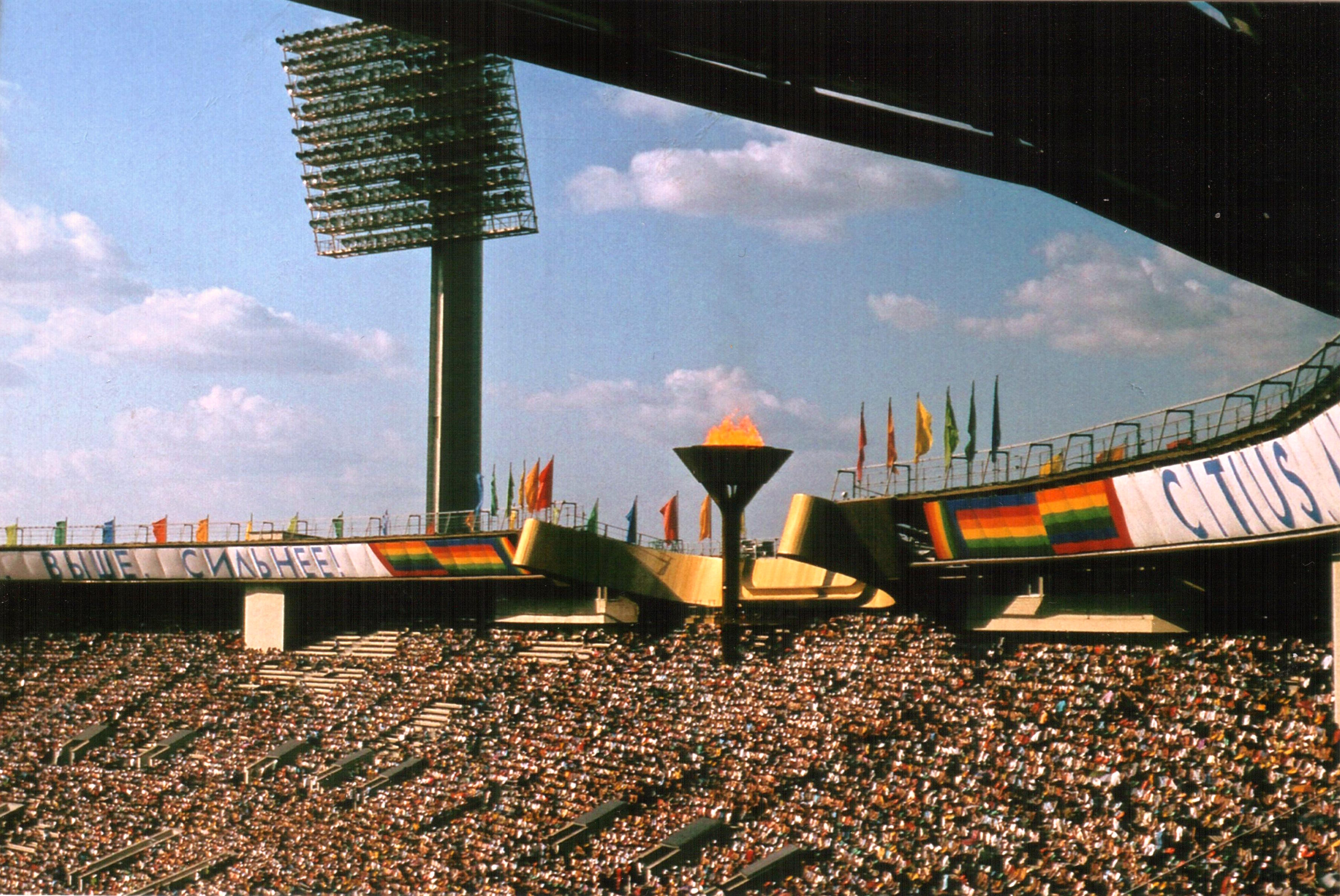
1980年のモスクワ五輪
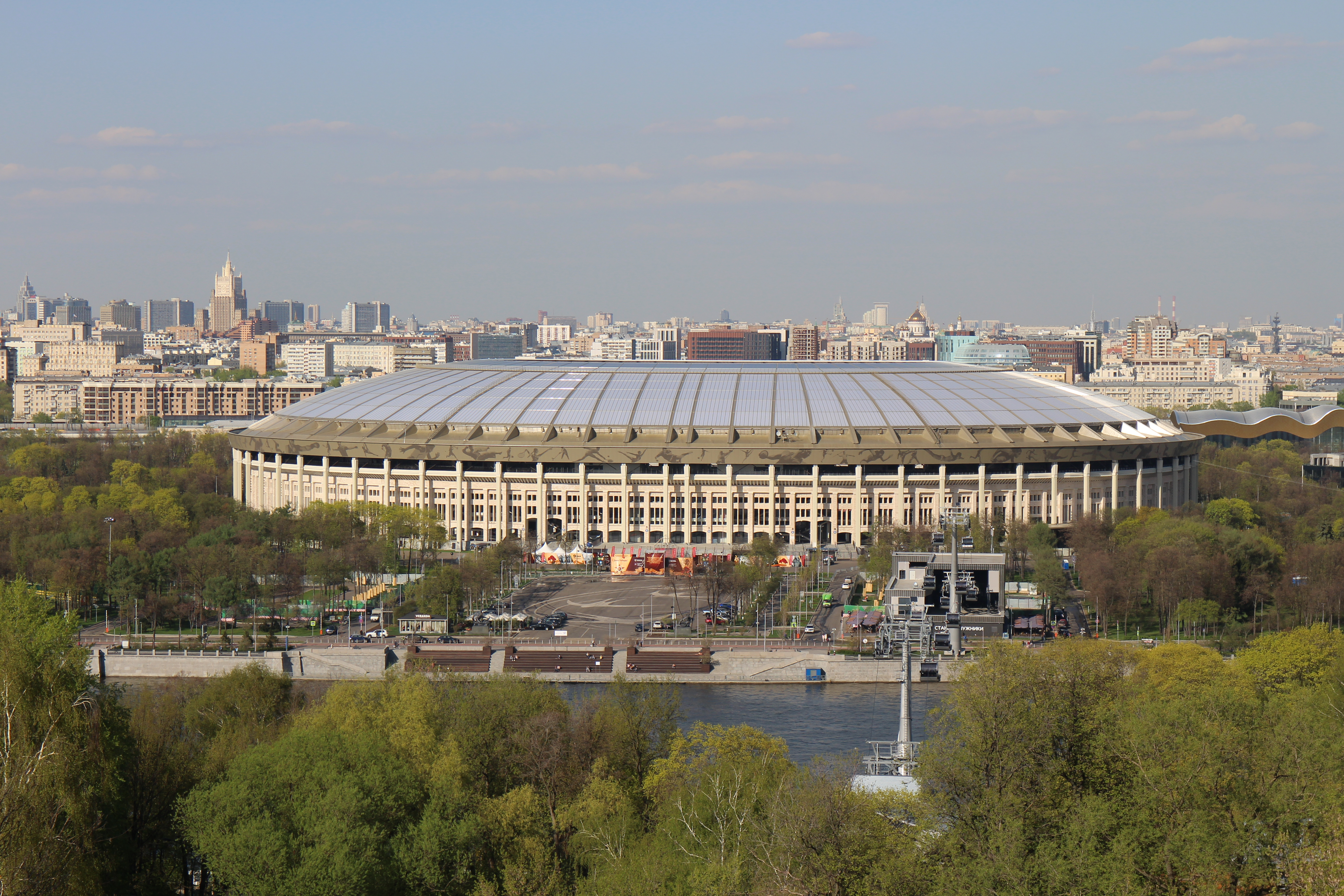
改築前のスタジアム外観
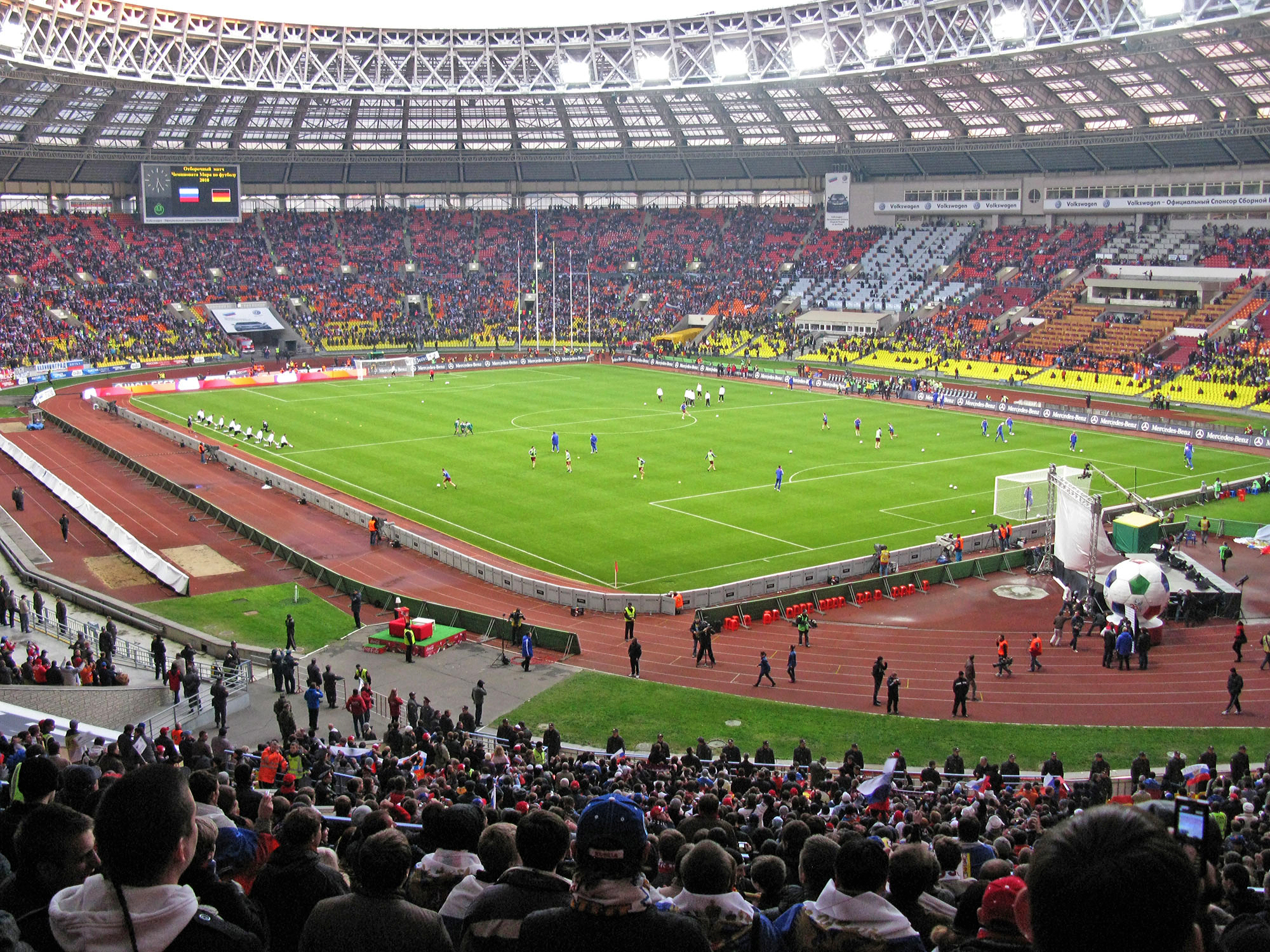
改築前のスタジアム内部
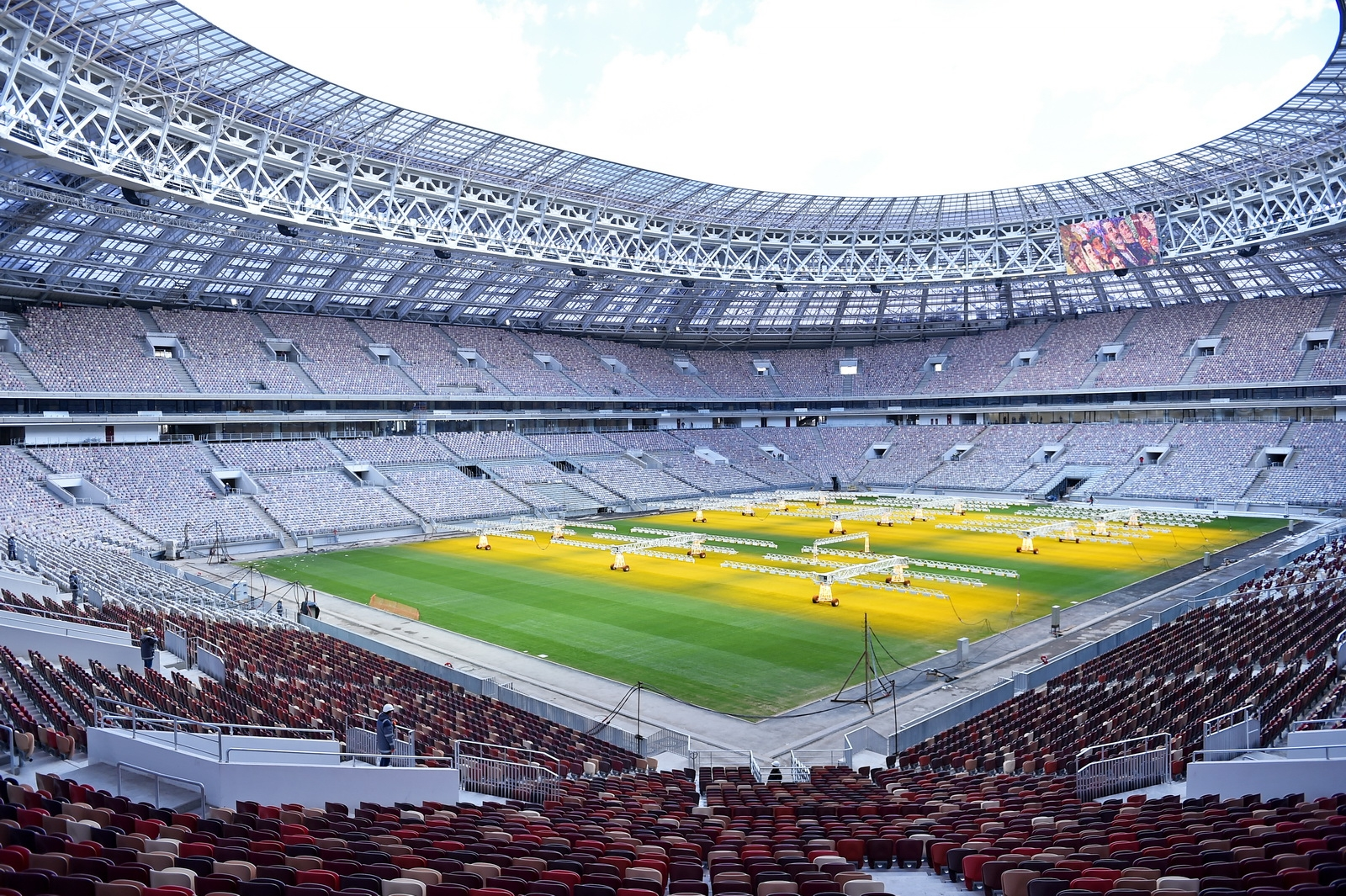
陸上トラックが撤去されたスタジアム内部
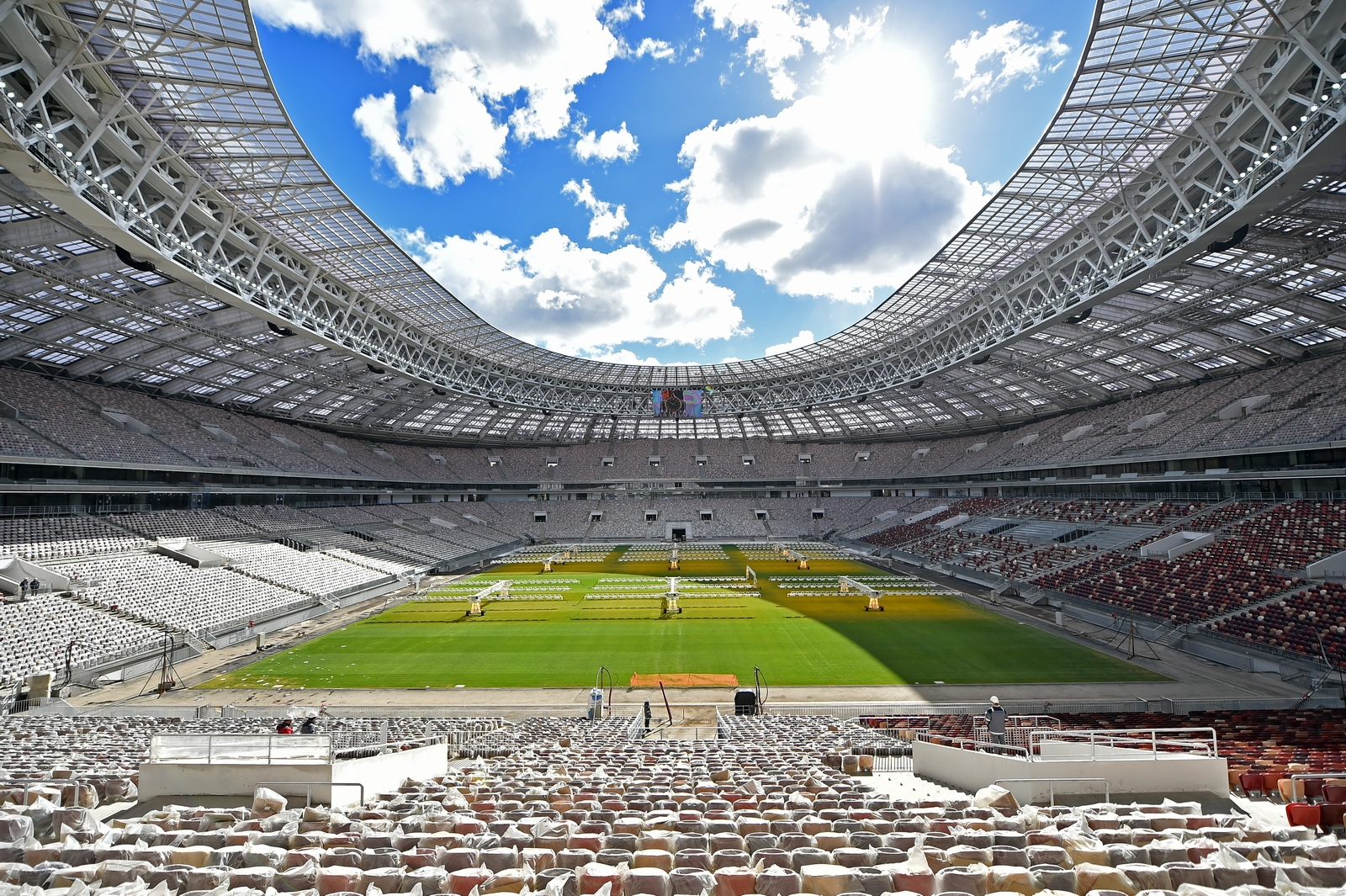
スタジアム内部

## 2018 FIFAワールドカップ
| 開催日  | 時間(UTC+3) | チーム#1   | 結果           | チーム#2       | ラウンド   | 観衆   |
| ------- | ----------- | ---------- | -------------- | -------------- | ---------- | ------ |
| 6月14日 | 18:00       | ロシア     | 5–0            | サウジアラビア | Group A    | 78,011 |
| 6月17日 | 18:00       | ドイツ     | 0–1            | メキシコ       | Group F    | 78,011 |
| 6月20日 | 15:00       | ポルトガル | 1–0            | モロッコ       | Group B    | 78,011 |
| 6月26日 | 17:00       | デンマーク | 0–0            | フランス       | Group C    | 78,011 |
| 7月1日  | 17:00       | スペイン   | 1–1 (3–4 PK戦) | ロシア         | ラウンド16 | 78,011 |
| 7月11日 | 21:00       | クロアチア | 2–1 (延長)     | イングランド   | 準決勝     | 78,011 |
| 7月15日 | 18:00       | フランス   | 4–2            | クロアチア     | 決勝戦     | 78,011 |